# Пам'ятники Чернівців
У місті Чернівці існують чимало пам'ятників, причому як українським діячам історії та культури, так і діячам інших народів, що залишили свій слід в історії міста. Так вже склалося історично, що у ХХ столітті в Чернівцях не раз зносили (переносили) одні пам'ятники, і подекуди на їхні ж місця ставили інші.
| Назва                                                               | Рік встановлення | Розташування | Фото | Короткі відомості |
| Воїнам-«афганцям»                                                   | 2004             | |      | Споруджений у 2004 році. |
| Героям Буковинського куреня                                         | 1995             | у сквері на розі вулиць Руської й Садовського                                                                                         |      | Споруджений у 1995 році. Автор — Іван Салевич. На щиті напис: «Здобудеш Українську Державу, або згинеш у боротьбі за неї». |
| Сидору Воробкевичу                                                  | 2006 2023        | у сквері навпроти Чернівецького національного університету імені Юрія Федьковича                                                      |      | Гіпсову копію погруддя було встановлено ще 1991 року, а до Дня міста 2006 року (6 жовтня) за сприяння політиків і громадськості міста її замінили на оригінальний витвір з міді. Автор — Микола Лисаківський. Після проведення архітектурного конкурсу Департаментом урбаністики та архітектури було встановлено новий пам'ятник Воробкевичу. Він був виготовлений за гроші меценатів. |
| Полеглим солдатам ц. і к. 41 піхотного полку імені архікнязя Євгена |                  | на розі вулиць Головна та Героїв Майдану                                                                                              |      | На цьому місці стояв пам'ятник полеглим солдатам ц. і к. 41 піхотного полку імені архікнязя Євгена. Встановлений 02 грудня 1902 року з нагоди 200-річчя полку. За радянських часів, 14 грудня 1949 року його зруйнували. Десь у середині 2000-х років ентузіасти розшукали шість великих фрагментів цього пам'ятника, зокрема, — розколотий навпіл цоколь з надписами. Розбиту плиту встановили на старе місце. На цоколі — напис (українською, німецькою та румунською мовами): «Поляглим на полю Слави синам-борцям 41-го піхотного полку імени архікнязя Євгенія. Вдячна Буковина». |
| Гакману Євгену, митрополиту                                         | 2006             | перед Святодухівським православним кафедральним собором                                                                               |      | Встановлено навесні 2006 року. |
| Главці Йозефу                                                       |                  | в дендропарку Чернівецького національного університету імені Юрія Федьковича                                                          |      | Встановлено у 1937 році, скульптор А. Северін. |
| Емінеску Міхаю                                                      | 2000             | у скверику на вулиці Бандери |      | Автор — Іван Миколайович Салевич. Встановлено 2000 року. |
| Пам'ятний знак жертвам Голодомору                                   | 2018             | на розі вулиць Руської та Шевченка |      | Пам'ятник складається з двох майданчиків, на яких розташовані три чорних гранітних куби, які викарбував скульптор Іван Салевич ще у 2005 році. На їхніх гранях викарбували роки голодомору, а також слова «Голодомор, геноцид, репресії». Куби оточують 14 шестиметрових вертикальних чавунних стовпів, на вершинах яких — стебла пшениці з достиглим колосом, яке пов'язується з сумнозвісним законом «трьох колосків». Хоч Буковина не була у складі СРСР у 1930-х роках, вона застала не менш жахливий Голодомор 1946—1947 років, який спричинив масову загибель людей через експорт-допомогу зерна СРСР повоєнним соціалістичним країнам Європи. |
| Ференцу Лісту                                                       | 2015             | у сквері біля площі Філармонії |      | Пам’ятний знак збудовано за проектом ужгородського скульптора Михайла Колодка. "Наверху рояля я помістив мініатюрну гротескну фігурку Ференца Ліста. Таким чином хотів показати вічність музики порівняно з людиною, навіть такою геніальною, — пояснив архітектор. — Позаду стели встановлений датчик руху. Якщо натиснути на клавішу, він спрацює і почне лунати 2-га угорська рапсодія — один із найвідоміших творів композитора. Вона навіть лунала у мультфільмі «Том і Джеррі». |
| Ользі Кобилянській                                                  | 1980             | перед будівлею Чернівецького музично-драматичного театру імені Кобилянської                                                           |      | Встановлений у 2 серпня 1980 року. Автори — скульптори Анатолій Скиба, М. Мірошниченко; архітектор О. Таратута. |
| «Колиска миру», скульптурна композиція                              | 1992             | перед палацом «Юність Буковини» на вулиці Героїв Майдану, 5                                                                           |      | Встановлено 1992 року на честь встановлення побратимства між містами Чернівці (Україна) та Солт-Лейк-Сіті (США), яке заснували Павло Каспрук (1940—1991) та Лоуел Ф. Тернер (1916—1989). Скульптор — Деніс Сміт (США). |
| Літописцям Русі-України, Подвижникам українського письменства       | 2004             | на розі вулиць Котляревського та Лесі Українки                                                                                        |      | Автор — Володимир Гамаль. |
| Осипу Маковею                                                       |                  | біля Педагогічного коледжу ЧНУ імені Юрія Федьковича                                                                                  |      | |
| Милосердю / «Харитська група»                                       | 1910             | на території Чернівецької міської дитячої клінічної лікарні № 1 по вул. Буковинська, 4                                                |      | Встановлений 2 грудня 1910 року відомим австрійським скульптором Теодором Штундлем. Відновлений пам'ятник відкривав міський голова Микола Федорук на Миколая 2006 року (19 грудня). Напис на пам'ятнику «Пам'яти своїх в Бозі спочилих батьків: Мозеса Фішера (1823—1902) та Хани Сари Фішер (1825—1902) присв'ятив цей символ людяності і любові до ближнього д-р Герман Фішер дворянин фон Мосара». |
| «Серце кохання», скульптурна композиція                             | 2006             | у Центральному парку культури та відпочинку імені Тараса Шевченка                                                                     |      | Встановлено на День закоханих, 14 лютого) 2006 року. Автор — луцький архітектор Василь Рижук. «Серце складається з двох половинок, а на місці з'єднання — гойдалка. Вгорі напис: „Я тебе кохаю“. На самому ж серці є табличка з написом „Це серце я присвятив коханій і всім закоханим світу“» (опис самого автора). Проєкт пам'ятника було обрано на конкурсі, оголошеному міськрадою влітку 2005 року. Нині є улюбленим місцем для відвідання місцевими молодятами в день весілля. |
| «Троянди, що метуть тротуар», скульптурна композиція                | 2008             | на фасаді адміністративного будинку за адресою: пл. Центральна, 10                                                                    |      | На кам'яній дошці — напис (українською та німецькою мовами): «Чернівці — на півдорозі між Києвом і Бухарестом, Краковом і Одесою — були таємною столицею Європи, де тротуари підмітали букетами троянд, а книгарень було більше, ніж пекарень». Інститут розвитку міста Чернівці. 2008. |
| Юрію Федьковичу                                                     | 1995             | у сквері біля Чернівецького національного університету імені Юрія Федьковича                                                          |      | Напис на постаменті: «Я люблю мою Русь-Україну, я вірую в її будучину…». |
| Францу-Йосифу I                                                     | 2009             | у сквері на вулиці Марії Кордуби |      | Урочисте відкриття пам'ятника австрійському імператору і королю Угорщини Францу-Йосипу Першому, за правління якого Чернівці переживали розквіт, відбулося 3 жовтня 2009 року, а перший камінь під майбутній монумент було закладено ще 2008 року під час святкування 600-річчя Чернівців. Пам'ятник виготовлено і встановлено коштом лідера громадсько-політичної організації «Фронт Змін» уродженця Чернівців Арсенія Яценюка. У церемонії відкриття пам'ятника також взяли участь Чернівецький міський голова Микола Федорук, представники обласної влади, Надзвичайний і Повноважний посол Австрії в Україні Йозеф-Маркус Вукетич, широка громадськість. Автори пам'ятника — скульптор Володимир Цісарик та заслужений художник України Сергій Іванов. |
| Паулю Целану                                                        | 1992             | біля у Центрального парку культури та відпочинку ім. Т. Г. Шевченка на вул. Головній                                                  |      | Встановлено у 1992 році. Автор — Іван Миколайович Салевич. |
| «Цісарська скеля»                                                   | 1908             | у парку імені Юрія Федьковича |      | Встановлено в 1908 році вдячними містянами на честь 60-річчя правління Франца-Йосипа. |
| «Чернівцям — 600 років», пам'ятний знак                             | 2008             | у скверику навпроти католицького костелу Воздвиження Святого Хреста                                                                   |      | Встановлений 2008 року (з нагоди 600-річчя міста). Є подарунком місту відомого чернівчанина Я. П. Табачника. Напис на пам'ятнику «Моєму рідному місту», зроблено вісьмома мовами (українською, російською, польською, англійською, румунською, німецькою, угорською, їдиш). |
| Тарасові Шевченку                                                   | 1999             | у нижній частині Центральної площі |      | Встановлений у травні 1999 року. Автор — Микола Лисаківський. |
| Тарасові Шевченку                                                   |                  | у парку імені Юрія Федьковича неподалік комплексу центральних корпусів Чернівецького національного університету імені Юрія Федьковича |      | |
| до 400-річчя Берестейської унії, пам'ятний хрест                    | 1996             | на подвір'ї собору Успіння Пресвятої Богородиці на вулиці Руській                                                                     |      | Споруджено 1996 року. |

## Колишні пам'ятники
| Назва                                          | Дата встановлення | Дата знесення  | Розташування                       | Фото | Короткі відомості |
| Танк екіпажу гвардії-лейтенанта П. Ф. Нікітіна |                   | 3 березня 2022 | вул. Вокзальна                     |      | Танк з екіпажем на чолі з гв. лейтенантом П. Ф. Нікітіним начебто першим з радянських танків заїхав у Чернівці 25 березня 1944 року. Демонтований 3 березня 2022 року після початку повномасштабного російського вторгнення в Україну.                                          |
| «Перемога», обеліск                            | 1946              | 2022           | на Соборному майдані перед сквером |      | Встановлено 14 липня 1946 року на честь першої річниці перемоги над нацистською Німеччиною. На місці недобудованого румунського воєнного пам'ятника невідомому солдату. Демонтований у серпні-вересні 2022 року після початку повномасштабного російського вторгнення в Україну |

## Використані література і посилання
- Прогулянка Чернівцями та Буковиною. Путівник. — К.: Балтія-Друк, 2008. — 268 с. — ISBN 966-8137-38-8.
- М. С. Лашкевич, І. Д. Бойко. Запрошуємо на екскурсію Чернівцями. Путівник. — Чернівці, 2008. — 175 с.
- Чернівці, липень 2004 та січень 2009 років на приватному сайті подорожей Україною Сергія Клименка (укр.) (рос.) (англ.)
- Фотогалерея Чернівців. Фотоальбом. // Пам'ятники Чернівців[недоступне посилання з липня 2019]
- Політика пам'яті і пам'ятники: Львів — Чернівці[недоступне посилання з липня 2019] // стаття-порівняльна характеристика пам'ятників у Львові та Чернівцях на сайті zaxid.net, незалежне інформаційно-аналітичне інтернет-видання]
- Інформація про пам'ятники в Чернівцях на www.stejka.com